# Order Bohaterów Niebiańskiej Sotni
Order Bohaterów Niebiańskiej Sotni (ukr. Орден Героїв Небесної Сотні, Orden Herojiw Nebesnoji Sotni) – najmłodszy cywilny ukraiński order.

## Historia
Order ustanowiła 1 lipca 2014 Rada Najwyższa Ukrainy (statuty otrzymał 3 listopada 2014), na cześć „Bohaterów Niebiańskiej Sotni” – stu cywilnych ofiar spośród protestujących euromajdanu, którzy ponieśli śmierć na przełomie 2013 i 2014 roku (96 ofiar ukraińskich pośmiertnie uhonorowano tytułem Bohater Ukrainy, a 3 zabitych cudzoziemców odznaczono Orderem Bohaterów Niebiańskiej Sotni).
To wysokie odznaczenie państwowe nadawane jest za odwagę, patriotyzm i obronę konstytucyjnych zasad państwa prawnego, prawa człowieka i wolność, poświęcenie w służbie dla ludu ukraińskiego podczas protestów Euromajdanu, a także innych wydarzeń odpowiadających obronie niepodległości, suwerenności i integralności terytorialnej Ukrainy.
W kolejności starszeństwa ukraińskich odznaczeń znajduje się po Orderze Bohdana Chmielnickiego a przed Orderem „Za odwagę”.

## Wygląd insygniów
Odznaka orderowa ma kształt niebieskiego krzyża laskowanego, wewnątrz którego umieszczono na awersie postać anioła w zbroi z tarczą (kształt tarczy policyjnej) i mieczem. Dewiza orderowa „Wolność i Godność” znajduje się na rewersie. Odznaka wieszana jest za pomocą klamerki na prostokątnej błękitnej wstążce orderowej, mającej żółty pionowy pasek pośrodku.
Autorami projektu są Taras Wozniak i Kostiantyn Kowałyszyn.